# زفاف

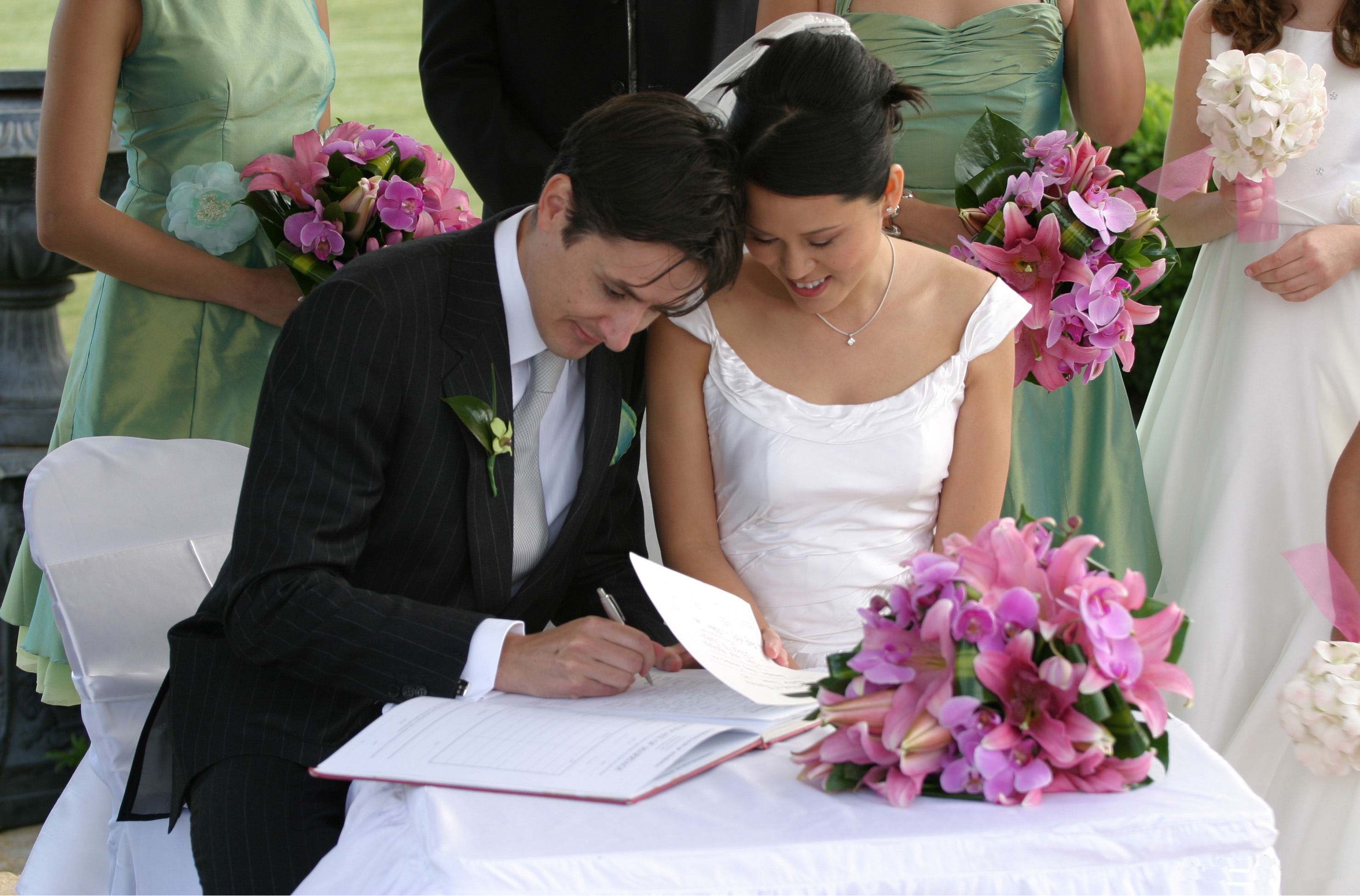
العروس والعريس يوقعان قران زفاف

الزِفَاف أو العُرْس هو الحفل أو المرسم لإعلان بداية الزواج وتتعدد مراسمه حسب العادات والتقاليد والديانات إلا أن القاسم المشترك فيما بينها هو الإشهار والإعلان بما يتناسب مع ثقافة وعادات وتقاليد الشعوب.
تدخل المراسم الدينية في صميم معظم الاحتفالات بالزفاف، فالزواج لا يتم في الهندوسية واليهودية والمسيحية إلا بمباركة رجال الدين.
تختلف حفلات الزفاف من بلد لأخر ومن شعب لأخر. إلاّ أن القاسم المشترك هو إقامة وليمة طعام يُدعى إليها الأهل والأصدقاء، والموسيقى، والملبس الأنيق والبهجة التي تعم الناس احتفالاً ببدء تلك الحياة الزوجية الجديدة.
والقاسم المشترك في جميع هذه الحفلات أنها تتسم في بدايتها بقاسم ديني حتى ولو لم يكن الزوجان متدينان.
وقد يتم إبدال أو إشراك المراسيم الدينية بمراسيم مدنية، أي عن طريق تسجيل الزواج في المحكمة أو في النظام القانوني للبلد المعين.

## دعوة الزفاف
جرت العادة قبل حفل الزفاف دعوة الأقارب والمعارف للحفل، وذلك عن طريق إرسال دعوة خطية أو شفهية لهم.

## ليلة الدخلة
ليلة الدخلة هو مصطلح تستخدمه العديد من الحضارات للإشارة إلى الليلة التي يبدأ فيها الزوج وزوجته علاقتهم الجنسية للمرة الأولى ضمن نطاق علاقتهم الزوجية. وعادة ما تكون هذه الليلة هي ليلة الزفاف، ولكن قد يتم تأجيل «الدخلة» في بعض الأحيان إلى ما بعد ليلة الزفاف.

## طالع أيضًا
- ذكرى الزفاف
- كوشة الزفاف
- مراسم الزواج عند العرب